# 강박성 인격장애
강박성 인격장애(強迫性人格障碍, obsessive-compulsive personality disorder, OCPD)는 질서·규칙·조직·효율성·정확성·완벽함·세밀함에 집착하거나 정신에 대한 통제·대인관계에 대한 통제·환경에 대한 통제에 지나치게 관심을 가져서, 융통성과 효율성이 떨어지고 대인관계도 악화되며 새로운 경험을 하려 하지 않으며 전체적인 것을 보는 능력이 결여된 이상 인격장애이다. 일중독이나 인정 없고 인색한 모습이 보이기도 한다. 안정을 취하기 어렵고, 무언가를 하면 시간이 별로 없다는 느낌을 항상 받으며, 목표 달성을 위해 더 많은 노력이 필요하다고도 자주 느낀다. 일에 대한 계획을 분 단위까지 쪼개어서 세우는 것은 환경에 대한 통제를 하거나 통제를 넘어선 예측 불가한 사건들이 발생하는 것을 싫어하는 강박 성향을 보이는 것이다. 강박성 인격장애는 남자에게 더 자주 발생하며 가장 흔한 성격장애이기도 하다.
강박성 인격장애의 원인은 유전적 요소와 환경적 요소가 결합된 것으로 보인다. 이는 강박장애(obsessive-compulsive disorder, OCD)와는 확연히 구분되며, 양자 간의 관계는 이론이 분분하다. 몇몇 연구에서는 강박성 인격장애(OCPD)와 강박장애(OCD)의 동반이환 비율(comorbidity rate), 즉 동시에 발생할 확률이 높으며, 융통성 없고 의례를 행하는 것처럼 하는 행동을 취하는 외형상의 유사성을 모두 가지고 있음이 밝혀졌다.
이 두 장애 중 어느 한 쪽을 가지고 있는 경우, 저장강박증(hoarding), 질서정연함, 대칭성과 조직성을 추구하는 행동을 보인다. 그러나 이러한 행동들에 대한 태도는 두 장애 사이에서 차이를 보인다. 강박장애를 가진 사람들은 이런 행동들에 대하여 달가워 하지 않으며 건강하지 못한 것으로 인식한다. 불안으로 발생한 비자발적인 생각의 산물이기 때문이다. 반면, 강박성 인격장애는 자아친화적(egosyntonic)인데, 즉 장애를 가진 사람은 이러한 행동들을 이성적이고 바람직한 것이라고 인식한다는 것이다. 이는 루틴을 지나치게 고수하려는 태도, 타고난 조심성, 완벽 추구 성향에 의한 결과물인 것이다.

## 사례
고등학교 교사인 Y씨의 부인은 남편에 대한 불만으로 요즘 자주 부부싸움을 하고 있으며 이혼까지 생각하고 있다. 12년 전에 친척의 소개로 만나게 된 Y씨는 신혼생활을 시작하게 되자, 생활비를 1주일 단위로 주면서 부인에게 매일 매일 가계부를 쓰게 했다. 처음에는 집 마련을 위해 알뜰하게 살자는 뜻으로 이해했으나, 부인의 지출에 대해서 일일이 확인하였으며 500원 단위까지 적도록 했다. 자녀가 태어나고 아파트도 마련하여 경제적인 안정을 찾게 되었어도 Y씨는 여전히 생활비를 주단위로 주면서 부인의 지출을 확인하려고 했다. Y씨의 부인은 결혼생활 10년이 넘도록 번듯한 옷 한 벌 사 입지 못하고 변변한 외식 한번 못했으며 여전히 생활비를 주단위로 타 써야 하는 자신의 인생이 비참하다는 생각이 들었으며, Y씨에 대한 분노를 느끼기 시작했다. 더구나 요즘 참을 수 없는 것은, 이제 경우 초등학교 2학년인 아들에 대해서 남편이 지나치게 간섭하고 많은 것을 요구하여 아들이 힘들어한다는 사실이다. 요즘 아들은 아버지만 보면 긴장을 하여 눈을 깜빡거리고 볼을 실룩거리는 증상이 나타나고 있다. 이렇게 숨막히는 생활을 더 이상 참을 수 없다고 생각한 부인은 Y씨에게 자신과 자녀의 불만을 토로하며 ‘좀 여유있게 살자’고 요구하고 있지만 Y씨는 완강하게 자신의 스타일을 고집하고 있다.

## 징후 및 증상
강박성 인격장애는 규칙, 목록, 스케줄, 순서에 과도한 집착, 효율(efficiency)과 임무 완수 능력을 저해하는 완벽주의(perfectionism)에 대한 욕구, 대인관계(interpersonal relationship)와 여가 시간을 방해하는 생산성(productivity)에의 전념, 도덕과 윤리 문제에 대한 엄격함과 열성, 책임이나 업무를 타인에게 위임하지 못함, 대인관계에서의 제한된 기능, 감정과 정서 표현의 제한, 환경과 자신에 대한 통제 욕구 등을 보인다.
증상 일부는 영속적이고 안정적인 반면 일부는 불안정하다. 완벽주의에 대한 강박, 타인에게 과업 위임을 하지 못함, 엄격과 고집은 안정적으로 나타나는 증상이다. 반면 시간이 지나면서 변하기도 하는 증상으로는 돈 쓰는데 인색함이나 생산성에 대한 과한 집착이다. 증상의 안정성에서 보이는 이런 편차는 장애 과정 측면에서 보이는 혼합된 결과를 야기하며, 일부 연구에서는 12개월 후 58%의 경감율을 보이는 반면, 다른 연구에서는 증상이 안정적이며 나이가 들면서 악화된다고 제시한다.

### 질서와 완벽에 대한 주의
강박성 인격장애를 가진 사람은 주위 환경을 통제하는데

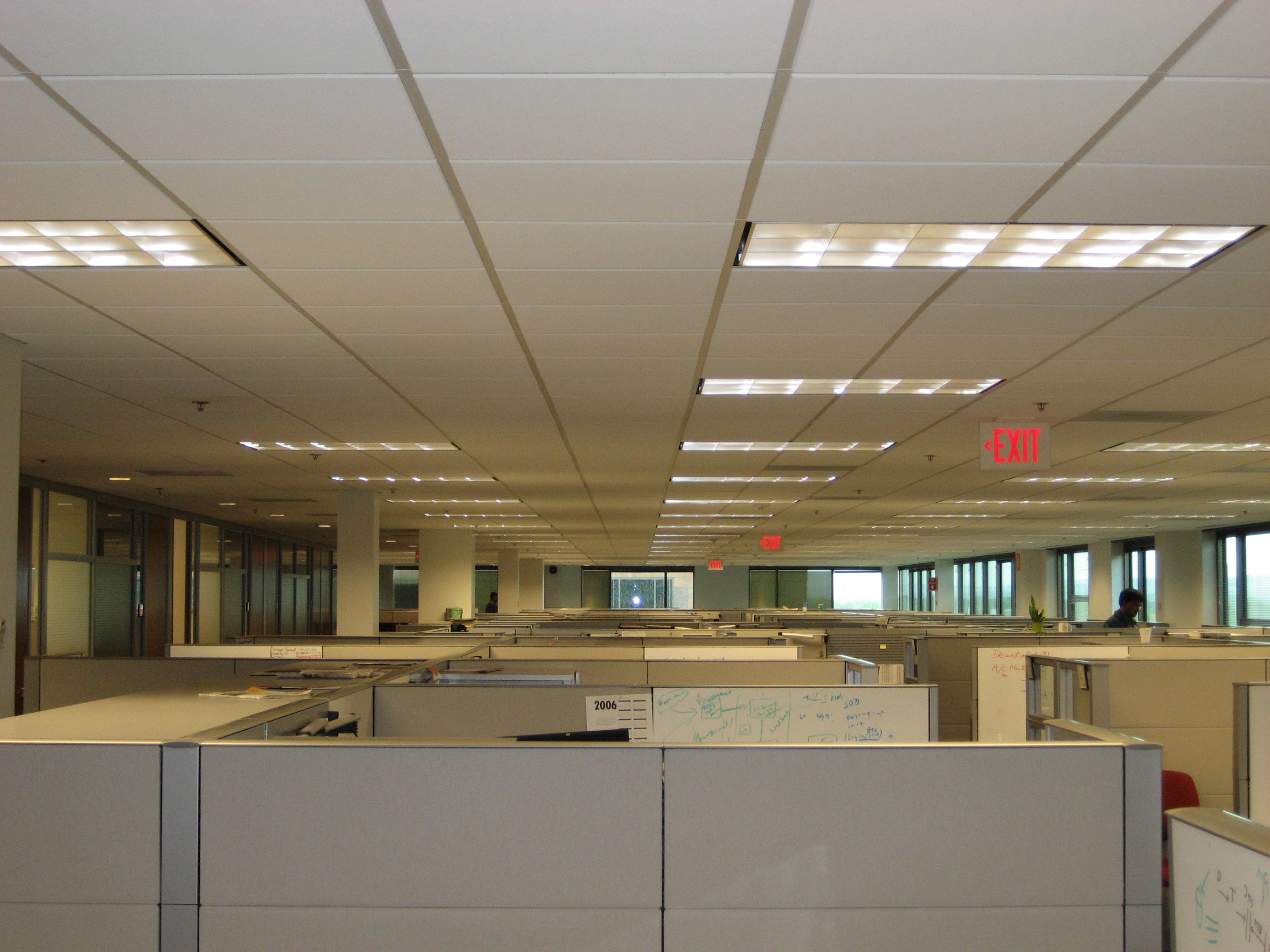
생산성에의 전념은 강박성 인격장애 증상이다.

강박을 보인다. 통제욕을 충족하기 위하여 이들은 사소한 디테일, 목록, 절차, 규칙, 스케줄에 집착한다.
이 디테일과 규칙에 대한 몰입(preoccupation)은 타인이 이들의 과업 완수 방식을 정확히 준수하지 않는 한 자신의 과업이나 책임을 타인에게 위임하지 못하게 한다. 이는 이들이 어떤 일을 하는데 있어 단 하나의 옳은 방식만이 존재한다고 믿기 때문이다. 이들은 과업이나 일이 자신만의 방식으로 완수되어야 하며 집단 과제를 받은 경우에는 사람들을 세밀하게 관리해야 한다고 고집스럽게 주장한다. 이들은 다른 사람들이 대안 방식을 제안할 때 불만을 느낀다. 오로지 자신만이 정확하게 할 수 있다고 믿기 때문에, 이런 장애를 가진 사람은 필사적으로 도움이 필요로 할 때에도 도움을 거절한다.

강박성 인격장애를 가진 사람은 완벽주의를 유지하는데 강박을 보인다. 완벽주의와 그들이 세운 높은 표준은 그들에게 손해를 가져다 주며, 목표와 과업 달성의 지연 및 실패를 야기한다. 매 실수마다 평판을 더럽히는 큰 재앙이라고 생각한다. 예를 들어, 대학 에세이를 써 가면서 완벽성이 부족하다고 믿는다. 그래서 이들은 마감일을 놓치면서까지 다시 쓴다. 이들은 자기에게 부과한 높은 기준으로 인해 에세이를 완수하지 못한다. 이들은 이러한 행동이 빚어내는 반복된 지연이나 혼란으로 타인이 짜증내거나 불만이라는 걸 모른다. 그러면 업무 관계는 긴장의 원천이 된다. 

### 생산성에 대한 몰입
강박성 인격장애 소유자들은 대인관계나 여가를 희생하면서까지 업무와 생산성에 자신을 전념시킨다. 이러한 행동은 가난과 같은 경제적 필요 때문에 발생하는 것이 아니다. 이들은 자신의 일을 다른 무엇보다도 우선에 두어야 하기 때문에 쉴 시간이 충분하지 않다고 생각한다. 이때문에 친구와 가족에게 시간을 쓰려 하지 않는다. 이들은 휴가를 가려 하지 않고 휴가를 신청하여도 계속 연기하여 끝내 사용하지 않는다. 휴가를 가더라도 늘 불편하며 무언가를 가져가서 일하게 된다. 조직적이고 구조적인 취미를 갖고, 완벽함을 달성하기 위한 과제 요구 업무로서 취미에 접근한다. 그러나 강박성 인격장애 생산성 몰입은 일중독(work addiction)과는 다르다. 장애는 통제적이며 자아친화적(egosyntonic)인 반면, 일중독은 통제적이지 못하고 자아비친화적(egodystonic)이며, 고통받는 사람은 후퇴하려는 징후를 보인다.

## 증세
강박성 인격장애의 주요 증상은 다음과 같다.

(1) 과거 사건을 기억하는데 몰입해 있음

(2) 세세한 일에 집중함

(3) 사회 관습, 규칙, 규제에 대한 과도한 준수

(4) 필기나 스케줄 목록 작성에 대한 강박

(5) 신념에 대한 엄격성

(6) 임무 완수를 방해할 정도로 비합리적인 수준의 완벽주의 추구

강박성 인격장애 증상은 크고 작은, 일시적 혹은 급성적 혹은 만성적 고통을 유발하며, 환자의 직업적, 사회적, 이성관계적 생활에 지장을 준다.
- 정돈성, 인내심 부족, 완고함, 우유부단함, 인색한 감정표현의 특징을 보인다.
- 참을성과 인내심이 절대적으로 부족하며, 상대방이 잘못 대답한 거에 대해 곧 잘 인신공격을 퍼붓는다.
- 대인관계에 있어서 따뜻함,부드러움을 표현하는 능력이 제한되어 있다.
- 모든 일에 합리적이고 형식적이라 다른 사람들에게 거리감을 두게 된다.
- 자신의 사생활이나 모든 일에 일정한 틀을 유지하려고 하고, 지나치게 신경쓴다.
- 타인에게는 냉담한 편이며, 지나치게 통제된 생활을 하므로 옹졸한 사람으로 보인다.
- 대인관계에 있어서 주로 수직관계를 유지하기 때문에, 자신보다 윗사람에게는 철저하게 복종하고, 다른 사람에게도 자신에게 복종하기를 원한다.
- 상대방과 다툴 때, 무조건 상대방을 깔보며 논쟁을 한다.
- 주위 사람들이 완벽하지 못하다고 느낄 때 경멸하고 분노를 느끼지만 겉으로 표현하지 않는다.
- 혹시나 실수나 하지 않을까하는 두려움때문에 모든 일에 우유부단한 자세를 취한다.
- 사회생활에서는 이들의 정돈성과 완벽성 때문에 융통성이 요구되는 직업에서는 실패하나, 정확성이 요구되는 직업에서는 성공적일 수 있다.

## 원인
강박성 인격장애의 원인은 유전적 요인과 환경적 요인이 병행하는 것으로 보인다. 강박성 인격장애가 유전된다는 이론은 명백히 입증되고 있지만, 유전 요인의 관련성과 영향은 27~78% 사이어서 다양하다.
다른 연구들을 통해 애착이론(attachment theory)과 강박성 인격장애 간의 연관성이 발견되었다. 이 가설에 의하면 장애를 가진 사람은 안정적 애착 유형(secure attachment style)을 가진 적이 없어, 부모가 고압적인 태도를 보였거나, 케어가 부족하였거나, 공감이나 정서 발달이 이뤄질 수 없었다.

## 진단

### DSM-5
정신질환 진단에 있어 널리 사용되는 정신질환 진단 및 통계 편람(Diagnostic and Statistical Manual of Mental Disorders, DSM) 제5판인 DSM-5는 강박성 인격장애를 제2절(section II) '인격장애(personality disorders)' 장 아래에 두고, 다음과 같이 정의하였다. '유연성, 개방성, 효율성을 희생하여 질서정연(orderliness), 완벽주의(perfectionism), 정적 통제 및 대인관계적 통제에 몰두하는 것의 만연적 유형, 성인 초기에 발생하여 다양한 환경이나 상황에서 발현된다.' 8개 진단기준 중 4개 이상이 충족될 때 진단된다.

#### 진단 대체 모델
DSM-5는 인격장애 개념화의 차원적 모델(dimensional model)에 따라 진단기준 대체형도 포함하고 있다. 기준의 제안형 아래에서, 인격 기능(personality functioning) 4개 영역 중 2개에서 결함(impairment)이 있을 때 진단을 받는다. 또판 병리적 특성(pathological trait) 4개 중 3개가 있을 때에도 진단되는데, 3개 중 하나는 반드시 엄격한 완벽주의(rigid perfectionism)여야 한다.
환자는 인격장애 일반기준 C(general criteria C)에서 G까지 충족시켜야 한다. 이는 환자가 보이는 특성과 증상은 최소 청소년기 혹은 성인 초기 발병하여 시간이 지나도 안정적이고 변화가 없으며, 다양한 상황에서 보이고, 다른 정신질환으로 발생하지 않으며, 약물이나 물질로 발병하지도 않고, 개인의 발달 단계나 문화 및 종교에 비하였을 때 비정상적이어야 한다.

#### 감별진단
DSM-5에는 강박성 인격장애 감별진단(differential diagnosis)으로 나열된 정신질환이 있다. 이는 다음과 같다.
- 강박성 장애(Obsessive–compulsive disorder, OCD) : 강박성 장애(OCD)와 강박성 인격장애(OCPD)는 이름이 비슷하려 헷갈리기 쉽지만, 강박성 장애는 강박성 인격장애와 다르다. 강박성 인격장애는 생각이 머리에서 떠나지 못하는 강박(obsession)이나 충동성 강박(compulsion)이 실제로 존재하지 않는다.
- 저장 장애(Hoarding disorder)  : 과도한 저장으로 인하여 집 안의 방에 들어가지 못하는 등 인간으로서의 기능에 있어 저장 행동(hoarding behavior)이 장애를 일으킬 때 저장 장애 진단을 받는다.
- 자기애성 인격장애(Narcissistic personality disorder) : 자기애성 인격장애는 타인과 비교할 때 자신이 완벽성을 이뤄 더 이상 좋아질 수 없다고 생각하는 반면, 강박성 인격장애는 완벽성에 도달하지 않았고 자기비판적이라고 생각한다. 자기애성 인격장애 환자는 인색하고 후하지 못하지만 자기에게 돈을 쓸 때는 관대하다. 강박성 인격장애는 돈을 쌓아둘 뿐 자기와 타인 모두에게 인색하다.
- 반사회성 인격장애(Antisocial personality disorder) : 비슷하게도 반사회성 인격장애 역시 후하지 않지만 타인에게 인색하다. 그러나 이들은 자신에게 지나치게 빠져 있으며 지불에 있어 무모한 면도 보인다.
- 편집성 인격장애(Schizoid personality disorder) : 편집성 인격장애와 강박성 인격장애는 둘다 제한된 정서성(restricted affectivity)과 차가움을 보인다. 그러나 강박성 인격장애에게서는 태도 통제 때문이지만, 편집성 인격장애에서는 감정 경험과 정서(affection) 표출 능력이 부족하기 때문에 발생한다.
- 기타 인격 특성 : 강박성 인격장애 특성(Obsessive-compulsive personality trait)은 생산성과 관련된 환경에서 유익하고 도움이 된다. 이런 특성이 극단적이거나 부적응적이며 삶에서 중대한 결함을 일으킬 때만이, 강박성인격장애 진단을 받아야 한다.
- 다른 의학 증상으로 인한 성격 변화 : 강박성 인격장애는 의학 증상으로 인한 성격 변화와 구분되어야 한다. 이러한 증상들은 중추신경계(central nervous system)에 영향을 주며, 행동과 특성에 변화를 가져온다.
- 물질 사용 장애(Substance use disorder) : 물질 사용은 강박적 특성(obsessive-compulsive trait)을 야기할 수 있다. 이는 기저를 이루는 영속적 행동과 구분되는데, 반드시 어떤 약물의 영향에 있지 않을 때 발생한다.

### ICD-10
세계보건기구(World Health Organization)의 ICD-10은 '강박행위 인격장애anankastic personality disorder)'라는 용어를 사용한다(F60.5).

## 치료
- 환자 스스로가 고통을 호소하기도 하며, 스스로 치료를 받고 싶어 한다.
- 집단치료, 행동치료, 개인정신요법을 통해 도움을 줄 수 있으며, 장기간의 치료기간이 필요하다.
- 치료 초점은 환자가 현재 지니고 있는 감정적 느낌에 맞추어야 하고, 환자의 격리나 전치의 방어 기제들을 명백하게 밝혀 주는데 역점을 두어야 한다.

치료법으로는 심리치료, 인지행동치료(cognitive behavioral therapy), 행동치료(behavior therapy) 혹은 자가치료(self-help)가 있다. 혹은 약물처방도 가능하다. 행동치료에서 환자는 강박(compulstion)을 보다 건강하고 생산적인 행동으로 바꾸려는 심리치료적 방식을 논의한다. 인지분석치료(Cognitive analytic therapy)는 행동치료의 효과적인 형태이다.
환자가 강박성 인격장애라는 사실을 받아들이지 않거나 자신의 생각이나 행동이 옳으며 따라서 생각이나 행동을 바꿔서는 안된다고 생각하게 되면 치료는 끝이 난다. 일반적으로 약물치료만 단독으로 사용되지는 않는다. 선택적세로토닌재흡수억제제(Selective serotonin reuptake inhibitors, SSRIs)는 사소한 것들에 빠지게 되는 것이 줄어들고 이들의 융통성 없는 태도를 줄이는데 도움을 주기 때문에 심리치료와 함께 사용하면 유용할 것이다.
환자는 우울장애 환자보다 개인 심리치료를 받을 가능성이 세 배 더 높다. 보통은 일차 진료(primary care)를 이용하는 경우가 더 높다. 장애를 위한 치료 옵션에 관한 제어 연구는 없다. 개선된 치료 옵션을 찾기 위한 연구가 더 필요하다.

## 같이 보기
- 인격장애
- 강박장애
- 조현증
- 피해망상
- 과민반응

### 치료관련
- 노출 요법
- 인지행동치료